# Ja'Marcus Ingram
Ja'Marcus Ingram (Dallas, 2 settembre 1997) è un giocatore di football americano statunitense che milita nel ruolo di cornerback per i Buffalo Bills della National Football League (NFL).

## Carriera

### Buffalo Bills
Al college Ingram giocò a football all'Università di Buffalo. Dopo non essere stato scelto nel Draft NFL 2022 firmò con i Buffalo Bills il 16 maggio. Nelle prime due stagioni militò principalmente nella squadra di allenamento, venendo promosso nel roster attivo in cinque occasioni. In due gare disputate nel 2022, fece registrare due tackle mentre nel 2023 giocò principalmente negli special team.
Dopo una pre-stagione positiva nel 2024, Ingram riuscì a entrare nel roster attivo per l'inizio della stagione regolare. Nel finale della gara del primo turno operò una giocata cruciale contro gli Arizona Cardinals, deviando un tentativo di Hail Mary pass di Kyler Murray e permettendo a Buffalo di vincere per 34–28. Quattro giorni dopo con i Miami Dolphins mise a segno due intercetti sul quarterback Tua Tagovailoa, ritornandone uno in touchdown, nella vittoria per 31–10.